# Régiment de Charolais
Pour les articles homonymes, voir Charolais.
Le régiment de Charolais est un régiment d’infanterie du royaume de France créé en 1692, incorporé dans le régiment de Lyonnais en 1714.

## Création et différentes dénominations
- 4 octobre 1692 : création du régiment de Charolais
- 13 décembre 1714 : réformé par incorporation dans le régiment de Lyonnais

## Colonels et mestres de camp
- 4 octobre 1692 : Gabriel de Hautefort, chevalier de Montignac
- 24 mai 1696 : Barthélémy Gabriel, comte d'Espinay
- 1712 : Jacques Berbier du Metz[1]

## Historique des garnisons, combats et batailles du régiment

Drapeau d’Ordonnance
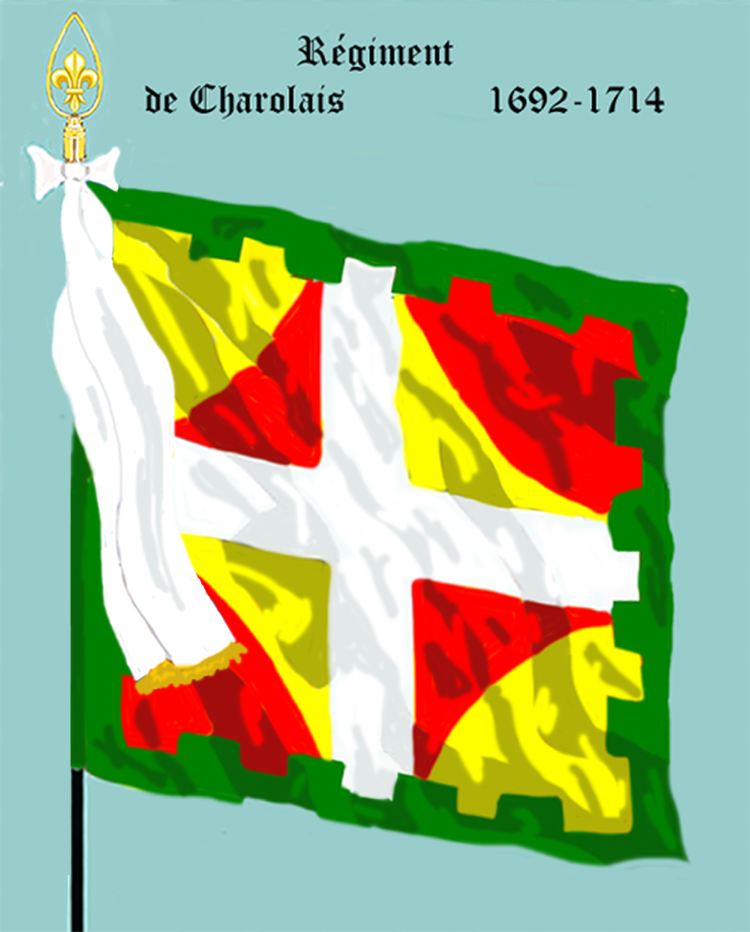
régiment de Charolais de 1692 à 1714

- 1705 : siège de Nice

## Personnalités

### Gabriel de Hautefort
Gabriel de Hautefort, né le 15 février 1669 au Mesnil-Saint-Firmin d'abord connu sous le nom de « chevalier de Montignac » est le 9e fils (sur 17) de Gilles de Hautefort et de Marthe d'Estournel.

II entra comme lieutenant au régiment d'infanterie d'Anjou, dont son frère, François Marie, marquis d'Hautefort, était colonel, en 1685, et y obtint une compagnie le 7 juin 1688. 

II marcha avec ce régiment au siège et à la prise de Philippsbourg, de Manheim et de Frankenthal, à la conquête du Palatinat en 1689 ; à l'armée d'Allemagne en 1690-1691 ; à l'armée de la Moselle  en 1692. Il passa cette dernière année à l'armée de Flandre, combattit à Steinkerque et se trouva au bombardement de  Charleroi.  Il obtint, par commission du 4 octobre 1692, le régiment d'infanterie de Charolais, lors de sa formation.

Il servit d'abord sur la Moselle, puis en Flandre et combattit à Neerwinden en 1693. Il se trouva à l'armée d'Allemagne en 1694  et 1695. Il prit cette dernière année le nom de Chevalier d'Hautefort. Devenu, par commission du 14 janvier 1696, mestre de camp d'un régiment de dragons de son nom (ce régiment avait été  formé par Charles d'Hautefort, son grand-père), il se démit du régiment de Charolais. Il servit à l'armée de Flandre en 1696 et 1697, et au camp de Coudun, près de Compiègne, en 1698. Il entra avec son régiment en Gueldre le 27 février 1698 et se rendit au mois d'avril suivant à l'armée de Flandre où il finit la campagne. Il servit à la même armée en 1702 ; contribua à la défaite des Hollandais sous Nimègue et fut créé brigadier de dragons par brevet du 23 décembre 1702. Employé en cette qualité, à l'armée d'Allemagne en 1703, il se trouva au siège et à la prise de Brisach, au siège de Landau et à la bataille de Spire.
Employé à l'armée de la frontière du Dauphiné, sous le duc de la Feuillade, en 1704, courut à empêcher les ennemis d'entreprendre le siège de Chambéry, contribua à la prise de Suze, à la soumission des Vaudois, et à la prise des retranchements de la vallée d'Aoste, et de la ville de ce nom. Il marcha, sous le même général, à la réduction du comté de Nice, au siège et à la prise de Chivasso, au blocus de Turin, et au combat sous cette place, en 1706.
 Il commença la campagne sur le Rhin, en 1707. Étant passé à l'armée de la frontière du Dauphiné, sous le maréchal de Tessé, par lettres du 1er mai, il y contribua à la levée du siège de Toulon par les ennemis. Il  servit, en 1708, à l'armée du Roussillon, qui canonna les ennemis au Pont-Major, couvrit le siège de Tortose et conserva la ville de Roses. 

Créé maréchal-de-camp, par brevet du 20 mars 1709, il se démit de son régiment, et fut employé à l'armée d'Allemagne, sous le maréchal de Harcourt, jusqu'à la paix. Il fut choisi, en 1711, pour être premier écuyer de madame la duchesse de Berry. Il se trouva aux sièges et à la prise de Landau et de Fribourg, en 1713. On le créa lieutenant-général des armées du roi, par pouvoir du 8 mars 1718.
Il mourut, le 22 février 1743, à l'âge de 74 ans.